# Friedrich von Westerholt und Gysenberg
Friedrich Ludolf Adolf Reichs- und Burggraf von Westerholt und Gysenberg (* 6. Februar 1804 im Schloss Arenfels; † 21. Juli 1869 ebenda) war deutscher Rittergutsbesitzer und Politiker aus dem westfälischen Adelsgeschlecht von Westerholt.

## Leben
Von Westerholt und Gysenberg war der Sohn von Maximilian Friedrich von Westerholt und dessen Ehefrau Friederike von Bretzenheim (1771–1816). Er war katholisch und heiratete am 17. Januar 1839 in Amsterdam Johanna Cornelia (Jenny) Charlé verwitwete Schaep (* 24. Dezember 1804 in Amsterdam; † 15. November 1874 auf Schloss Arenfels).
Von Westerholt erhielt zunächst Privatunterricht und besuchte dann das Gymnasium in Kempen. Er leistete Militärdienst und schied als königlich preußischer Premierleutnant aus dem Dienst aus. Er war königlich preußischer Kammerherr und lebte auf Schloss Oberhausen als Rittergutsbesitzer. Von 1851 bis 1854 war er Abgeordneter im Provinziallandtag der Rheinprovinz für den Stand der Ritterschaft. 1854 wurde er auf Lebenszeit in das preußische Herrenhaus berufen und trat 1855 in das Parlament ein.
1867 wurde er Ehrenritter des souveränen Malteser-Ritter-Ordens und 1855 Ritter des Ordens vom Heiligen Grabe zu Jerusalem.